# ドラゴンクエストIX 星空の守り人
『ドラゴンクエストIX 星空の守り人』（ドラゴンクエストナイン ほしぞらのまもりびと）は、2009年（平成21年）7月11日にスクウェア・エニックスより発売されたニンテンドーDS用ロールプレイングゲーム（RPG）。
ドラゴンクエストシリーズの本編第9作品目。開発は前作『ドラゴンクエストVIII 空と海と大地と呪われし姫君』に引き続き、レベルファイブが担当。キャッチコピーは「そして、僕たちは天使と呼ばれていた」。
タイトルロゴには女神の果実が描かれている。
ドラゴンクエスト本編作品で初めて、MORPGとしてマルチプレイ要素が導入された作品である。プラットフォームが、テレビの前でプレイする据置型ゲーム機ではない携帯型ゲーム機であることや、マルチプレイ要素の導入を理由に、「外伝」とすることも検討されたが、長期的なスケジュールを考慮した結果、本作を「本編」として制作に全力を注ぐこととなった。本作はシリーズのナンバリングタイトルとしては初めて、他プレイヤーとの通信要素のある作品となった。
出荷本数は、発売から3日後の2009年（平成21年）7月14日時点で300万本、同年9月24日時点で400万本、発売から5ヵ月後となる同年12月21日時点でシリーズ過去最高の415万本を突破した。海外での販売は任天堂が担当し、こちらも100万本以上が出荷され全世界累計で550万本を超えた。

## ゲームシステム

### 本作のシステム・特徴

#### 旧作から引き継いだシステム
『III』と同様の仲間集め、職業、転職のシステムがある。プレイヤーが名前と、「戦士」や「魔法使い」などの「職業」を設定したキャラクターを作り、主人公を含めた最大4人のパーティーを組んで冒険を行う。ストーリーを進めることでキャラクターの職業を「転職」させることもできる。また、同じく『III』にあったパーティーの人数によって1人あたりの獲得経験値が変動する分配方式が採用されているが、本作ではレベルが高いキャラクターほど優先的に経験値が分配されるため、レベルの低いキャラクターを一気にレベルアップさせることが難しくなっている。
『VIII』と同様のスキルシステムがあり、スキルを上達させることで、ステータスが上昇したり、戦闘で使える様々な特技を覚える。
錬金のシステムも『VIII』から引き継いでいる。

#### 本作固有のシステム
顔や髪型などをアバターのように設定できる自由度の高いキャラクターメイキングが採用されている。
一部を除き、戦闘システム、フィールドシステムにはシンボルエンカウント方式を採用している。すなわち、モンスターはフィールド上に表示されており、それと接触するとモンスターとの戦闘が開始される。
「クエスト」と呼ばれる短い冒険が184用意されている。これらは街の人に依頼されて行うもので、これらのクエストは物語本編とは直接関係がないため、本編を気にせず好きな時に楽しむことができる。ただし、一部は「ストーリークエスト」といい、エンディング後の物語をすすめるために必要なクエストもある。
新たなシステム「宝の地図」が登場。地図に描かれた場所を調べることで、そこにある地下ダンジョンを冒険できる。ダンジョンをクリアすると、新たな宝の地図がランダムに生成され、次のダンジョンを楽しめる。宝の地図も物語本編とは無関係なため、好きな時にプレイできる。これらの宝の地図はすれちがい通信により、他のプレイヤーに渡すことが可能。本作のすれちがい通信は、全国各地に「ルイーダの酒場」と名付けられた専用コミュニティースポットが設けられたり、特殊条件のダンジョンをプレイできる通称「まさゆきの地図」の発見など、社会現象になった。
Wi-Fi通信を利用することによって、追加のクエストの配信を受けたり、アイテムをゲーム内の通貨で購入できた、このサービスは2014年（平成26年）5月20日で終了している。また、インターネット連動型の企画も行われている。
他のプレイヤーのキャラクターを自分のDSの中に呼び込み、一緒に冒険するマルチプレイも可能である。

### プレイヤーキャラクター
主人公を含めた各パーティーキャラクターは、登録の際に、性別、体型、髪型、髪の色、顔、肌の色、目の色、名前、職業をあらかじめ設定する。自分で仲間キャラクターを作れるシステムは『III』以来、主人公の性別を設定できるのは『IV』以来である。また、全8箇所への装備品によって外見グラフィックが変化し、キャラクターはさながらアバターのようになる。発見した「しぐさ」を設定し、コマンドによって行うこともできる。
パーティーキャラクターは必ず「旅芸人」などの職業を一つ持っており、職業によって装備できる武具や覚える呪文、特技などが異なり、キャラクターの性能的な特徴が決定付けられる。
主人公の職業は最初は天使から旅芸人となるが、ルイーダの酒場で作成するキャラクターが最初に就く職業は前述のとおりキャラクター登録の際に決定でき、また「ダーマ神殿」にて転職できる。本作の上級職への転職条件は特定のクエストをクリアすることとなった。

### 基本コマンド
『VIII』までとは大きく異なっている。主要コマンドでは「はなす」と「しらべる」がなくなり、「べんりボタン」でのみの操作となったほか、「なかま」のコマンドが「そうび」と「つよさ」に分けられた。これにより、『VI』以降は「さくせん」コマンドの内部コマンドになっていた「そうび」が主要コマンドとして復活。「そうび」と「つよさ」は、画面切り替えが行われるようになるなど、これまでのようにウインドウを重ねて表示する形式ではなくなっている。
「せんれき」は最初は使用できないが、ゲームを進めると選択可能になる。また、「さくせん」コマンドの内部コマンド「さくせんがえ」にて、パーティメンバー各位の配置を「前列」か「後列」のいずれかに設定するようになった。従来作にあった「ならびかえ」コマンドは本作にはないため、キャラクターの順番を入れ替えるにはルイーダの酒場で一度仲間を預け、再び呼び出す以外に方法はない。

### 転職・転生システム
「転職システム」は、『III』や『VI』、『VII』とは異なり、転職前のステータスは転職後に影響を及ぼさず、職業一つ一つにレベルとステータスが独立している。呪文は職業固有となり、他の職業には持ち越せない。呪文はレベルアップのみで覚え、特技はレベルアップでは一切覚えない。ただし、主人公のみが覚える呪文「ルーラ」と特技「おうえん」についてはどの職業に就いても使用できる。
今作ではそれぞれの職業でレベル99に達した職業のスキルを維持したまま、再度レベル1からやり直すことができる「転生システム」が新たに導入されており、本編クリア後から解禁される。転生については最初の転生のみ、職業に応じた証を入手できる。転職や転生は『III』、『VI』、『VII』同様、「ダーマ神殿」にて行なう。さとりスキルで習得できる特技「ダーマのさとり」は、場所を問わずに転職ができるというものであるが、この特技では転生はできない。

#### 職業一覧

##### 基本職
ルイーダの酒場における仲間キャラクターメイキング時の選択およびダーマ神殿において初期に転職できる6つの職。なお、主人公の初期職業は必ず旅芸人である。
戦士
直接攻撃に秀でた職業。攻撃力や守備力は高いが、すばやさが低い。また、従来のシリーズのように呪文は使用できない。剣、槍、短剣、盾、ゆうかんのスキルを持つ。必殺技は必ず命中する会心の一撃を放つ「会心必中」。
僧侶
回復呪文のエキスパート。回復魔力が高く、回復と補助呪文がメインであるが、ある程度の攻撃力もある。従来のシリーズとは異なり、攻撃呪文であるバギ系を使うことはできないが、ザキ系の呪文は習得する。また、全体全回復呪文の「ベホマズン」、単体全回復呪文の「ベホマ」を唯一使用できる職業である。槍、杖、棍、盾、しんこう心のスキルを持つ。必殺技は仲間全員のHPとマイナス効果を回復する「ゴスペルソング」。
魔法使い
攻撃呪文のエキスパート。ドルマ系とバギ系やイオグランデ、マダンテを除いたほぼ全ての攻撃呪文を使える。最も攻撃魔力が高いが、HP、身の守りなどの防御面は弱い。杖、短剣、鞭、盾、まほうのスキルを持つ。必殺技は5ターンの間自身のMPを消費なしにする「ミラクルゾーン」。
武闘家
直接攻撃に秀でた職業。ちからとすばやさが高いが、MPが低く、装備できる防具に制限が多い。爪、棍、扇、素手、きあいのスキルを持つ。必殺技は敵の動きを1回封じて自身のテンションを1段階上げる「一喝」。
盗賊
敵からアイテムを盗んだり、移動中に落とし穴を掘ったりする特技を覚えられるスキルを持つ。素早さ、器用さが非常に高く、戦士などには劣るものの攻撃力も優秀。短剣、剣、爪、素手、おたからのスキルを持つ。必殺技は戦闘終了後に必ず敵からアイテムを入手できる「お宝ハンター」。
旅芸人
主人公が最初に就いている職で、シリーズでは本作が初登場。能力値はバランスが良く、敵を笑わせたり火を吹く特技などを覚えられるスキルを持つ。一部の回復と補助呪文、バギ系など一部の攻撃呪文が使える。剣、鞭、扇、盾、きょくげいのスキルを持つ。必殺技は数ターンの間自身の回避率、カウンター発動率を上昇させる「アクロバットスター」。

##### 上級職
特定のクエストをクリアすると転職できるようになる職。スーパースターのみ本編クリア後にクエストが解禁される。「上級職」という名前だが必ずしもすべての面で対応する基本職を上回っているわけではなく、一長一短がある。たとえば賢者は『III』とは異なり、僧侶や魔法使いの呪文を全て覚えるわけではない。
バトルマスター
直接攻撃のエキスパート。戦士をより攻撃に特化させたような職業で、全職中最高の攻撃力を持つがやはり素早さは低い。斧、ハンマー、剣、素手、とうこんのスキルを持つ。盾が装備できないという欠点があるため、防御力も劣る。必殺技は自身のテンションを爆発的に上昇させる「テンションブースト」。
パラディン
味方を守ることを第一とする職。みのまもりとHPが高く、回復と補助呪文が使える反面、素早さは最低クラス。『VI』などのパラディンと比べてみると、武闘家よりも戦士に近い能力を持ち、より守備の面を重視した職業となった。ハンマー、槍、杖、盾、はくあいのスキルを持つ。必殺技は4ターンの間あらゆる攻撃、マイナス効果を無効化する状態となり、全ての敵を怒らせて注意を自分にひきつける「パラディンガード」。
魔法戦士
武器攻撃と呪文の両方を操れるが、使えるのは戦闘向けの補助呪文で攻撃呪文は覚えない。能力はやや戦士寄りで攻守のバランスに優れるが、突出して高い能力はない。自然の力を借りた属性攻撃を可能にする「フォース」スキルがとても有用。弓、剣、杖、盾、フォースのスキルを持つ。必殺技はその戦闘における入手経験値を増加させる「EXPルーレット」。
レンジャー
自然を生き抜く野生の戦士。器用さが最も高く、その他の能力も魅力以外は高め。回復と補助呪文も一部使える。ブーメラン、斧、弓、素手、サバイバルのスキルを持つ。必殺技は数ターンの間自身の攻撃力、防御力、ブレス耐性を一段階上げる「妖精たちのポルカ」。
賢者
魔法のエキスパート。MPが非常に高く、回復呪文とイオ系、ドルマ系の攻撃呪文を会得し、最強の呪文マダンテも使用可能。反面、覚える呪文は僧侶や魔法使いに比べると中途半端な性能の物もあり、攻撃魔力、回復魔力も専門職より一歩落ちるが、最強のイオ系呪文「イオグランテ」や確実に味方を蘇生する「ザオリク」を唯一習得するなど、より強力なものもある。杖、弓、ブーメラン、盾、さとりのスキルを持つ。必殺技は自身の最大MPの2 - 3割回復する「神の息吹」。
スーパースター
本編クリア後に請けられるクエストクリアで開放される職業。旅芸人と能力や覚える呪文が似ている。力は弱いが素早さ、魅力が非常に高く、敵を魅了する技に優れる。扇、鞭、ブーメラン、盾、オーラのスキルを持つ。必殺技は敵全体に一ターン休みを確実に付与し自身のテンションを1段階上げる「ダンスフィーバー」で、武闘家のものとほぼ同性質である。

### 超必殺技
4人全員が「ひっさつ」が使えるようになり、なおかつ1ターンで全員で「ひっさつ」を選択することで発動させられる。パーティーの内誰かが混乱状態であっても発動できる。発動すると、職業に対応した超必殺技と「ひとりの必殺技」の中から選択できる。必殺技と同じく、超必殺技もすべてMP消費無しで使用可能。全員がひっさつチャージさえされれば同じ戦闘であっても何度も使える。また、素早さにかかわらず必ず敵より先に行動する。
超ミラクルゾーン
魔法使いか賢者がいるときに使用できる。仲間全員が5ターンの間、消費MPが0になる。
スーパールーレット
盗賊か魔法戦士がいるとき使用できる。ゴールドと経験値とお宝を多めに手に入る。その戦闘で得るゴールドと経験値が1.5倍から3倍に増加し、8分の3の確率で通常、8分の1の確率でレアのアイテムドロップが確定する。成功しても、その敵に逃げられるか全滅すると無効になる。また、本編、クエストのボスに関しては無効。
テンションマスター
武闘家かバトルマスターがいるときに使用できる。仲間全員がスーパーハイテンションになる。50から100になるかはランダムで、必ず全員が同じ段階まで上がる。ただし、その時50の味方は必ず100になる。
覇王斬
戦士かレンジャーがいるときに使用できる。4人の力を合わせて敵に絶大なダメージを与える。与えるダメージの量は、味方全員の攻撃力の合計の1.2倍前後。みかわしや盾ガードで回避されることなく必ず命中するが、防御している敵に対してはダメージが減る。
精霊の守り
僧侶かパラディンがいるときに使用できる。味方全員が4ターンの間ダメージを無効化する。凍てつく波動や耐性無視の技も無効、かつパラディンガードとは異なり呪文の反射やカウンターも起こるが、敵が怒り狂うことはない。
スペクタクルショー
旅芸人かスーパースターがいるときに使用できる。敵全体がメタル系の敵に変化する。ボス戦では使えない。

### スキルシステム
前作から採用された「スキルシステム」が、ほぼ同様の形で本作でも実装されており、戦士ならば「剣スキル」、「槍スキル」、「短剣スキル」、「盾スキル」、「ゆうかん」、僧侶ならば「杖スキル」、「槍スキル」、「棍スキル」、「盾スキル」、「しんこう心」といった、各職業によって持っているスキルが5つずつ決められている。レベルアップ時にもらえることのあるスキルポイントを振り分けることによって、特技を習得したりステータスが上昇する。今作では13の武器スキル、盾スキル、12の職業の固有のスキル合わせて全26種類が存在する。スキルの効果は、転職しても維持される。なお、個別のスキルの最大値は前作『VIII』同様、100である。
前作から変更された点は、各スキルを育てると習得する技などの一覧があらかじめ表示されていることや、レベルアップ時に入手したスキルポイントを全て消費せずに持ち越し、好きな時にメニューからスキルポイントを割り振ることが可能になったことなどである。また前作はレベル99まで上げても「スキルのたね」を使わない限り全てのスキルを完成させることは不可能だったが、今作では転職してもスキルポイントを持ち越せることや転生が可能になったことで、全てのスキルを100まで上げることも比較的容易になった。

### ステータス
本作では「きようさ」、「みりょく」、「かいふく魔力」、「こうげき魔力」のステータスが初登場している。「きようさ」は会心の一撃の発生確率や「ぬすむ」の成功確率、先制攻撃や逃亡の成功確率に影響し、「みりょく」は高いと敵がみとれて攻撃してこなくなるといった特徴がある。「みりょく」は『VI』や『VII』の「かっこよさ」と、前作『VIII』のゼシカに設定されていた能力を発展させたもの。
「かいふく魔力」、「こうげき魔力」は前作までの「賢さ」に相当し、前者は回復魔法の効果、後者は攻撃魔法と補助魔法の効果に影響する。

### アイテム
本作では、所持するアイテムが装備品とその他の汎用アイテム、重要アイテムがそれぞれ別枠になっており、移動中の「どうぐ」コマンドの持ち物の中に装備品は表示されなくなった。袋とは別に「そうびひんぶくろ」が存在し、装備していない装備品はこれに一括管理され、移動中に使用することもできなくなった。また、装備しないものを道具として持つこともできないため、戦闘中に道具として使える装備品は、装備しているもののみに限られる。ただし、武器のみ戦闘中の装備変更が可能で、持っている武器全種類から選択できる。
進行上の重要アイテムは「だいじなもの」として管理される。
また、取得したアイテムは原則自動的に「ふくろ」に入れるが、薬草、毒消し草などの回復系の道具については「ふくろ」に入れずにパーティメンバーが直接所持する。
ちいさなメダルは、最初はシリーズで多く使われている「特定の枚数に達するとアイテムをもらえる」方式を採用、そのアイテムを全てもらった後、ファミリーコンピュータ版『IV』および『V』の「メダルとアイテムを交換する」方式に移行する。

### リッカの宿屋
「セントシュタイン城」の町にある宿屋。リッカを含めた5人の女性が店番を行っており、パーティーの編成やネットワーク機能などの利用ができる。キャラクターとしての「リッカの宿屋」スタッフたちについては「主要人物」の項を参照のこと。
なお、3DS版『XI』の過去作品の冒険の書の世界の1つとしてリッカの宿屋が登場する。ルイーダからリッカに関わるクエストを依頼されるほか、他のクエストのクリアのために訪れることになる。その後ロクサーヌがスペシャルショッピングを開店する。
リッカ
本来の宿屋の役割以外に「呼び込み」というコマンドを使用することができる。呼び込みはすれちがい通信を行うことで、通信したほかのゲームの主人公キャラクターをプレイヤーのゲームの宿屋に宿泊させるというもので、宿泊している主人公キャラクターには戦歴や設定された自己PR、メッセージの閲覧や、クリア済みの宝の地図の受け渡しが行える。また、『ドラゴンクエストモンスターズ ジョーカー2』と一方通行な連動をしており、相手側が同作品の挿入された本体の場合、相手側にすれちがいバトルが発生する。
ルイーダ
酒場の役割を勤めており、パーティーを主人公含めて4人になるまで募集できる。募集できるメンバーは即戦力として自動的に生成されリストアップされるキャラクターのほかにも、プレイヤーがメイキングしたキャラクターを最大8人まで登録可能。ルイーダの店としての機能はほぼこれまでの作品と同様であるが、本作では「ようすをみる」ことができない。なお、『いただきストリートWii』では、妖精の「サンディ」とともに新しいプレイキャラクターとして登場する。
ロクサーヌ
ニンテンドーWi-Fiコネクションを利用したネットショッピングのサービスを提供する。週代わりで更新されるサーバー上のショップリストからダウンロードした入荷アイテムリストによってアイテムをゲーム中の通貨で購入できる。ショップリストは毎日午前5時に更新され、リストからランダムに入荷アイテムが決定されるので、プレイヤーごとに品揃えは異なる。接続は1日1回までとなっており、一度更新した後はリストの品物を接続なしで購入できる。また、期間限定のアイテムがリストに並ぶ場合もあるが、前述の通り、購入できるかどうかは運次第となる。ただし、クリスマス時期の2009年（平成21年）12月24日、25日は特別に全プレイヤーの入荷アイテムが同じ6種類に固定された。毎年12月31日のみ何回も接続できるようになった。2011年（平成23年）7月22日の更新をもって、発売から約2年間にわたり週1回の割合で行われていたショッピングリストの更新が終了したが、Wi-Fiショッピング自体は2014年（平成26年）5月20日まで利用できた。なお『ドラゴンクエストX 目覚めし五つの種族 オンライン』ではサポートセンターのウェブサイト、冒険者のおでかけ便利ツールにナビゲートキャラクターとして登場する。
ラヴィエル
配信クエストやゲストキャラクターに追加がある場合はここを利用することで自動的に追加される。
後述のマルチプレイの際に利用する。プレイヤーのゲームをホストにするか、ゲストとしてほかのプレイヤーのゲームに参加する。1つのゲームにホストプレイヤーを含めて4人まで参加可能 主人公以外には見えない。
レナ
ゴールド銀行。ゴールドを預けておける。なお、従来の作品とは異なり、利用する度に銀行についての説明を必ず聞かされることになる。
カマエル（錬金釜）
宿屋のカウンターに置かれている“対話型”錬金釜。前作の錬金釜と同様に複数のアイテムを合成させることができるが、本作では前作のようにアイテム完成まで時間を要するようなことは無く、即座に完成する。また本作では、レシピを入手していれば、作成するアイテムと数量を選択することで、自動的にその材料が選別され錬金が行われるようになっている。

### 移動画面
俯瞰視点による3Dグラフィックを採用。前作と同様に町や村、ダンジョン、それ以外の世界が同じスケールで描かれる。マップの操作性はDSリメイク版『IV』『V』と同様で、L・Rボタンで一定範囲回転させることができるほか、L・Rボタンを同時押しすることで標準の方向に戻る。なお、本作では斜め向きの建物も存在し、これらの内部では入り口の向きや内部が水平、垂直となる方向が標準となる。移動中に宝箱や人など調べたり話したりできるところに触れると様々なアイコンが表示される。町には「どうぐ屋」「宿屋」「教会」など、従来の作品と同様の施設が設置されている。町の外にあるフィールド画面では、モンスターのシンボルが点々としており、それと接触すると戦闘画面に移るシンボルエンカウント方式を採用。時間の流れが存在し、昼→夕→夜の順で変化していく。従来作とは異なり、戦闘中も時間が進む。
本作ではフィールドには最初から表示されていないダンジョンも多数存在しており、それらはアイテムとして手に入れる「宝の地図」にその位置が示されている。手に入れた宝の地図に示されているフィールド上の場所を調べることでダンジョンが出現する。
本作初登場の「青い宝箱」や、ツボやタンスから手に入れたアイテムは、ゲームを一度終了すると復活し、何回でも手に入れることができる。なお、それらの中身はランダムで変化する。地面に落ちているアイテムも復活し何回でも獲得できるが、種類は場所によって固定である。「赤い宝箱」からは一度しかアイテムを獲得できず、マルチプレイ時は「ホストプレイヤー」でない場合は開けることができない。
キャラクターは主要キャラクター以外、ドット絵で表示されている。

### 戦闘
演出こそ強化されたものの、あくまで従来作品を踏襲したコマンド選択式によるターン戦闘を採用。
上画面には戦闘の様子が、下画面には各キャラクターのステータスとコマンドが表示される。戦闘の様子は前作と同じく、主人公側のパーティーと敵の両方が表示される3Dアニメーションにより表現される。選択結果の演出について今作では新たに、コマンド入力が完了した時点で、コマンドに応じてキャラクターが攻撃対象の背後や横に回り込んだり呪文を使うため遠くに離れるなど、カメラワークなどを用いて1ターンごとにアニメーションのような臨場感のある結果が表示される。
前作までは並び順が前であるほど敵からの攻撃を受けやすくなっていたが、今作では隊列の概念があり、「前列」「後列」の2つを各キャラクターに自由に設定することができる。前列に配置されたキャラクターは敵からの攻撃を受けやすくなり、後列はその逆になる。
作戦は「テンションためろ」が廃止され、『IV』以来、久々に「いろいろやろうぜ」が復活。「じゅもんつかうな」は「MPつかうな」に変更された。なお、リメイク版『IV』とは異なり、主人公の性別によって名称が変わることはない。
新たな戦闘コマンドとして「ひっさつ」が追加された。「ひっさつ」を使ったキャラクターの職業に応じた必殺技を発動させることができる。通常では選択できず、ランダムで発生する「ひっさつチャージ!!」のメッセージが表示された次のターンから使用可能になる。キャラクターが大ダメージを受けたり、特定の装備品を装備することで「ひっさつチャージ」は発生しやすくなる。さらに、パーティー内の全てのキャラクターが「ひっさつ」を使える状態になった場合、全員が「ひっさつ」を選択することでさらに強力な超必殺技を出すことができるようになる。ただし、必殺技を出さないまま一定のターン数が経過すると、コマンドの色が青から黄に変化していき、最終的には使えなくなってしまう。
今作ではコンボによるダメージボーナスがあり、1ターン内で同じ対象かつ同じ種類の攻撃を連続で与える度に与えるダメージが大きくなっていく。2連続で1.2倍、3連続で1.5倍、4連続で2倍のダメージとなるが、途中に敵の行動や味方でも違う種類の攻撃が入ったりすると、コンボは途切れる。
前作で初登場した「テンション」は本作にも盛り込まれているが、意図的なテンションアップは主人公の「おうえん」や武闘家などの一部スキルに限られるなど、発動条件が厳しくなった。『VIII』と異なり、序盤から「スーパーハイテンション」になれる。

### マルチプレイ
「DSワイヤレスプレイ」により、ゲストプレイヤーを招待して2人から4人までの協力プレイに対応する。
協力プレイ中は従来のように隊列を組むのではなく、ひとりひとりが自由に動き回れる。各プレイヤーの行動は自由だが、物語の進行に関わるような重要な宝箱はゲストプレイヤーが開くことはできない。モンスターと接触すると、接触したプレイヤーのみが戦闘を開始し、フィールドには戦闘中を表すシンボルが出現する。他のプレイヤーはこのシンボルに接触することにより任意のタイミングで参戦することができる。なお、ホストプレイヤーは自身の戦闘中に、ほかのゲストプレイヤーをワープさせ、瞬時に戦闘に参加させることができる。
戦闘中はプレイヤーごとにコマンド選択を行い、全員の入力が終了してから戦闘結果が表示される。コマンドを選んでいる間は、ほかの人のコマンドを選んでいる様子を見たり選んだコマンドを変更することができる。
マルチプレイやすれちがい通信を多く行うとリッカの宿屋が発展する要素があるが、それ以外のゲーム要素は一人プレイのみでも特に不利になることはない。しかし、後述の地図により、一部のイベントが開放される副作用も存在している。

### 操作性
十字キーに代わってタッチペンでキャラクターの移動、コマンド選択などが操作できる。2006年（平成28年）12月に公開された開発初期の画面では、タッチ操作で主人公などのキャラクターメイキングを行う様子があったが、完成版では全ての操作がタッチを使っても使わなくても行えるようになっている。
なお、ボタン操作はAボタンが「便利ボタン」、Xボタンが「コマンドボタン」となり、DS版『IV』、『V』と同様になっている。

### クエスト
「特定の住民に話しかける」などをすることで、簡単なおつかいやモンスターの退治といった内容の「クエスト」を依頼されることがあり、その場で承諾することでクエストを受注できる。受注したクエストを遂行、達成することでご褒美が得られることがある。クエストは同時に8つまで受注が可能。制限時間は存在せず、ストーリーの進行時期によって受注できなくなるということもないが、ストーリーを進行させていないと現れないクエストは存在する。
クエストは基本的に、物語の本筋とは関係の薄いサブイベントであるが、特にクリア後はストーリーに影響を与えるクエストも存在する。クエストの中には何度も同じクエストを受注できるものもあり、また、同じ人物から異なるクエストを受注できる、クエストをこなしていくことで新たなクエストを受注できる、などの発展性を持っている。ストーリークエストのほとんどはゲームクリア後が条件となっている。
発売から2010年（平成22年）7月9日までの1年間、ニンテンドーWi-Fiコネクションによる「追加クエスト」の配信も毎週行われた。2009年（平成21年）7月17日と10月23日以降は一週ごとに1つずつ、7月24日から10月16日までは一週ごとに2つのクエストが配信された。なお、Wi-Fiサービスが終了した後は、追加クエストをダウンロード済みのプレイヤーとマルチプレイをする以外に追加クエストを受信する方法はない。

### 冒険の書
本作ではセーブデータである冒険の書をソフト1本につき1つしか保存できない。また、冒険の書を作らずにニューゲームを始めることも不可能であり、新たにニューゲームを開始する場合はそれまでの冒険の書を消して、新たな冒険の書を作り直す必要がある。これは『モンスターズ』シリーズなどではあったことだが、ナンバリング作品では初めてとなる。
記録が1つしかない理由は、セーブ中にDS本体の電池切れで強制的に電源が切れるなどして冒険の書が壊れた場合に備え、同一記録のバックアップを行っており、その際、DSカードに搭載されるフラッシュメモリの容量が限界であったとも言われている。なお、冒険の書が壊れていた場合は、冒険の書を復旧するかどうかの確認が行われ、「はい」を選ぶことで冒険の書の復旧作業を行うシステムになっている。
この点は、開発者側も問題点と認識していたようで、クラブニンテンドーで行われた「プレイ後アンケート」でもこのことの意見に関する項目が用意されていた。
そのため、ゲーム中に選択肢を誤って以前のセーブデータに逆戻りしたくなるような状況が極力発生しないように配慮されている。例えば、ストーリーでは『V』の結婚イベントのように、選択肢によって物語の分岐が発生することは一切無く、前作と違ってスキルポイントの振り分けなども時間さえかければ何度でもやり直しが可能である。ただし、ストーリーの進行によって行けなくなる場所や回収できなくなる宝箱は、ごくわずかだが存在する。
従来と同じく、冒険の書は教会でお祈りをすることによって記録されるが、オンライン要素に接続する前にも冒険の書への記録を必要とする。
冒険の書とは別に、中断セーブ機能もある。メニューが開ける場所ではいつでも「中断の書」を記録できるが、再開時にロードすると中断の書は破棄され、その時点から再びロードし直すことはできない。これは、ゲームボーイリメイク版の『I』『II』『III』と同様の仕様で、DS版『IV』『V』『VI』とは異なっている。
一度でもWi-Fiコネクションの機能を使用したことがあれば、起動画面に「冒険の書を送る」という項目が追加され、Wi-Fiを通じて冒険の書をスクウェア・エニックスに送信するとIDが発行される。それを公式モバイルサイト『星空の仲間たち』で利用すると自分の進行状況を他のユーザーと共有できる。

### 宝の地図
ストーリー中盤から挑めるようになり、本編クリア後はこれを攻略することが主な要素となる。地図に示された場所を発見して入るダンジョンは自動生成マップだが、地図を入手した時点でマップが生成されるため、入り直しても構造が変わることはない。地図内部のダンジョンは当初はマップが白紙であり、ダンジョンを踏破することで上画面にマップが書き込まれていく。一度クリアすれば、上画面に完成したマップが表示される。地図にはレベルが設定されており、ダンジョンの最下層にいるボスを倒すと手に入る次の地図は、より高レベルになる可能性がある。レベルが上がると宝の地図にしか出現しないモンスターが登場したり、入手困難なレアアイテムや装備品が宝箱から入手できる可能性が高くなる。さらに高レベルな地図に出現するボスモンスターは、クリア後のストーリーに関連する者もいる。なお宝の地図ダンジョンBGMは『III』のダンジョンBGMが使用されている。
すれちがい通信で他のユーザーから宝の地図をもらうこともできる。オフラインでも地図は際限なく入手できるが、すれちがい通信によって高レベルであったり、条件の良い地図を入手すれば、レベルアップの効率が良くなる。その反面、不正な改造によるトラブルも目立ち、後述の入手できないボスのマップを開放したり、改造によって未配信クエストを開放したプレイヤーとマルチプレイで遊ぶと、改造を行なっていない他のプレイヤーまで未配信クエストが開放されてしまう上に、ゲーム自体に影響を及ぼすものも存在しているため、公式ホームページではこれらについて注意を呼びかけている。
宝の地図には約40万通りと非常に多く存在し、中には特定のモンスターのシンボルのみが登場するフロアがある地図が存在する。これらの中には、はぐれメタルやメタルキング、ゴールデンスライムなどの経験値やゴールドを稼げるモンスターのシンボルのみが出現する。逆に、一切モンスターが出現しないフロアがある地図も存在する。また、宝の地図の青い宝箱から出現するアイテムには一定のランクが存在し、ランクが高い宝箱ほどよりレアなアイテムが登場する。これらの条件が良い地図はインターネットコミュニティ上では、発見者の名前などを採って「まさゆきの地図」や「川崎ロッカーの地図などの通称で呼ばれており、週刊誌などで報道されたり、インターネットオークションで地図のデータが入ったソフトが売買されるなど、社会現象になっている。スクウェア・エニックスの社長である和田洋一も、これら有名な地図の存在については認識している。
また、一定の条件を満たすことで「竜王の地図」、「バラモスの地図」を入手できる。これはダンジョンではなく、いきなり竜王、バラモスとの戦闘になる。これらのボスは戦闘勝利後に経験値を与えるかどうかの選択ができ、戦闘を繰り返して経験値を与えていくことでレベルが上がっていく。そして一定レベル以上になると、ドラゴンクエストシリーズの他の歴代ボスキャラクターが登場する地図を一定確率で落とすようになる。これにより、更なる歴代ボスキャラクターとの戦闘に挑むことが可能となる。「竜王の地図」、「バラモスの地図」をはじめとした歴代ボスキャラクターの地図も通常の宝の地図同様、すれちがい通信によって受け渡しが可能であり、「竜王の地図」、「バラモスの地図」を最初に手に入れていなくとも歴代ボスキャラクターに挑むことも可能である。2009年（平成21年）9月11日よりアーケードゲーム『ドラゴンクエスト モンスターバトルロードII』との連動で、新しい歴代ボスキャラクターの地図が配布された。
上記の方法で地図を入手可能な歴代ボスキャラクターは次の通り。
- 竜王[注 40]
- シドー[注 43]
- バラモス[注 41]
- ゾーマ[注 44]
- デスピサロ[注 45]
- エスターク[注 46]
- ミルドラース[注 47]
- ムドー[注 48]
- デスタムーア[注 49]
- ダークドレアム[注 50]
- オルゴ・デミーラ[注 51]
- ドルマゲス[注 52]
- ラプソーン[注 53]

これら地図の攻略には膨大な時間を費やすことができ、コンプリートを目指そうとすればストーリー本編をしのぐ分量となる。

### Wi-Fiクエスト
- 前述の「クエスト」とは異なり、期間中に全国のプレイヤーが「ぼうけんのしょをWi-Fiつうしんでおくる」ことで、「ぼうけんのしょ」の中から特定の条件を集計、その合計が目標の数値に達すると報酬としてWi-Fiショッピングに特別なアイテムが登場したり新たなWi-Fiゲストが登場したりする。報酬は期間中に「ぼうけんのしょ」を送っていないプレイヤーもWi-Fiショッピングを利用すれば自動的に追加される[33]。

- 期間中に目標を達成すると、当初の数値を上回る新たな目標が設定されることもある。
  - 第1回目標　2009年（平成21年）9月10日 - 30日に「ぼうけんのしょ」を送る人数が50万人を越せるか。報酬はWi-Fiゲストにセティアを追加。達成された。
    - 第1回追加目標　2009年（平成21年）9月30日までに「ぼうけんのしょ」を送る人数が70万人を越せるか。報酬はWi-Fiショッピングのリストにアイテム「おうさまのひげ」を追加。達成ならず。

  - 麒麟のドラクエパーティ特別クエスト目標　2009年（平成21年）10月7日 - 20日に「ドラキー」の討伐数が100万匹を越えるか。報酬はWi-Fiショッピングのリストにアイテム「天使のソーマ」を追加。達成できなかったが、「天使のソーマ」は第2回Wi-Fiクエストの報酬として後日販売された。『麒麟のゲースイ』内の『ファミ通』とのコラボ企画「麒麟のドラクエパーティー」にてWi-Fiショッピングで買いたいアイテムとして選ばれた「天使のソーマ」を実際に販売する条件として、スクウェア・エニックスの市村龍太郎プロデューサーより提示[34]。
  - 第2回目標　2009年（平成21年）10月21日 - 11月2日に「トロル」、「がいこつ」、「くもの大王」、「ゴールドマン」、「キラーリカント」の討伐数が全国合計400万匹を越えるか。報酬はWi-Fiショッピングのリストにアイテム「くろいアフロ」「天使のソーマ」を追加。達成された。
    - 第2回追加目標　2009年（平成21年）11月2日までに「トロル」、「がいこつ」、「くもの大王」、「ゴールドマン」、「キラーリカント」「うんち」の討伐数が全国合計1000万匹を越えるか。報酬はWi-Fiショッピングのリストに「メタスラ」系の装備品を追加。達成された。

  - スペシャルクエスト目標　モバイル公式サイト「星空の仲間たち」で実施。2009年（平成21年）11月5日 - 11月19日に「星空の仲間たち」登録者の「エスターク」の討伐数が合計20万体を越えるか。報酬はWi-Fiゲストにゼシカを追加。達成された。
  - 第3回目標　2009年（平成21年）11月11日 - 24日にマルチプレイ時間が全国合計100万時間を越えるか。報酬はWi-Fiゲストにプリン（ムーンブルクの王女）を追加。達成された。
  - 第4回目標　2009年（平成21年）12月23日 - 2010年（平成22年）1月3日に全プレイヤーのすれちがい通信の人数が1000万人を超えるか。報酬はWi-Fiショッピングのリストに「おうさまのひげ」を追加。達成ならず。
  - 第5回目標　2010年（平成22年）1月4日 - 18日に「ゾーマ」の討伐数が合計100万体を越えるか。報酬はWi-Fiショッピングのリストに「海賊」系の装備品を追加。達成された。
  - 第6回目標　2010年（平成22年）7月11日 - 4月30日に「冒険の書を送る」を100万人達成できるか。報酬はWi-Fiショッピングリストに「黒のシルクハット」を追加。達成された。
  - 第7回目標 2010年（平成22年）6月17日 - 7月11日に全プレイヤーの総プレイ時間[注 54]が10万年[注 55]を突破できるか。報酬はWi-Fiショッピングリストに前述2回達成不可能だった「おうさまのひげ」を追加。達成された。

## ストーリー

### プロローグ
天使たちは人間を影から見守り、時に手助けをする。主人公もその一人だった。人間たちからの感謝の気持ちである「星のオーラ」が十分に溜まると、「世界樹の木」に「女神の果実」が実り、神の国の迎えがくるという言い伝えを信じて、人々を守り、導き、そして星のオーラを集めるのだ。
ある日ついに女神の果実が実った。しかしある事件が発生したことにより果実は全世界へと散らばり、主人公も地上へと落ちてしまう。そして主人公は翼と頭の上の輪を失ってしまった。

### 基本設定
本作の主人公は天使の一人であり、主人公を含む天使たちの住む天使界と、人間たちの住む世界が存在する。さらに「神の国」の存在が序盤から示唆される。
遊び要素として作中への現代文化の混入が見られる同シリーズであるが、本作はその傾向が強まり、多くの日本文化が混在する。

### キーアイテム
女神の果実
天使たちによって集められた、地上の人々の感謝のオーラを世界樹に捧げることで実ると言われる不思議な黄金色の果実。本作のキーアイテムであり、本来は神の国にいると言われる神に捧げられるべき物だが、謎の光が引き起こした大地震により地上に落ちてしまい、食べた者たちの望みを歪んだ形で叶える。これが各地で起きる数々の事件の原因となる。
ストーリー中盤からは各地に散ってしまった女神の果実を集めることが目的となる。
天の箱舟
神が創ったと云われる天駆ける列車。その外見は蒸気機関車に酷似しており、警笛を鳴らすこともできる。古来より銀河を往航しているらしく、天使たちにその存在は古くから何度も目撃され認知されている。世界樹に女神の果実が実った時天使界に降り立ち天使たちを神の国へと導くと語り継がれて来た。
アギロという人物が車掌を務めており、物語後半からの主要な登場人物の1人となる。

### 都市・村・国家・ダンジョンなど
天使界
天空にある天使たちの住む世界。最上階には世界樹があり、数多くの天使たちが何世代もその生涯を掛けて各地から集めた感謝のオーラを捧げている。なお天使の階級は絶対的なもので、下級天使はどうやっても上位天使に逆らうことはできない。物語序盤、邪悪な閃光により壊滅的な被害を受ける。
ウォルロ村
主人公が守護天使として新たに配属された村。どんな病気も治すという名水で有名。
キサゴナ遺跡
ウォルロ村とセントシュタイン城の間にある遺跡。六角形の部屋をつなぎ合わせた構成。かつては村と城をつないでいたが、大地震により中が崩壊したため通り抜けられなくなっている。
セントシュタイン
ウォルロ村の近くにある王国。
シュタイン湖
セントシュタインの北東にある湖。
エラフィタ村
セントシュタインの北にある村。ご神木と呼ばれる美しい樹木が中心にそびえている。
ルディアノ
エラフィタの西の滅びの森にある古城。かつては栄えた王国だったらしいが、その城跡が残るのみである。
ベクセリア
セントシュタインの関所を抜けた先にある街。周りが城壁で囲まれており、市長の家は城になっている。
配信クエストにて、かつてはガナン帝国の前身であるガナン王国の城があった場所であると判明する。
封印のほこら
ベクセリアの西にあるほこら。100年前病魔を封印した壷が奥にあり、地下には謎の墓がある。
アユルダーマ島
ダーマ神殿とツォの浜がある島。
ダーマ神殿
転職を司る神殿。
ダーマの塔
ダーマ神殿の東にそびえ立つ塔。かつては転職を行う場所だった。入り口の扉はある仕草(=おじぎ)をしないと開かない。
ツォの浜
アユルダーマ島の南にある漁村。村人たちはオリガの祈りに応えて魚を与えてくれるぬしさまに頼りきり、自分たちでは漁を行わなくなってしまっている。
海辺の洞窟
ツォの浜の西にある洞窟。奥地にはツォの浜の村長のプライベートビーチがある。
青い木
女神セレシアによって世界樹の力が宿った不思議な木。天の箱船を呼び寄せることができる。作中には2本登場し、それぞれダーマ神殿西とガナン帝国城南に立つ。なお、ガナン帝国の方は元々は枯れ木だった。
ふなつきば
ツォの浜の東にあり、ツォの浜との間で定期便「かざみ丸」が運行されている。
カラコタ橋
それぞれの事情から他の土地で生きていけなくなった者たちが集まってできた集落。
ビタリ山
カラコタ橋の東にあるビタリ平原にそびえ立つ山。麓に有名な彫刻家が住んでいるという。その山頂には彫刻家が生涯を費やした大作(=石の町)がある。
サンマロウ
大商人と花の街として知られる街。大商人は既に亡く、その遺産を相続した一人娘・マキナに言い寄る者たちがいる。
サンマロウ北の洞窟
サンマロウの北にある洞窟。ある誘拐事件の犯人がアジトにしている。
グビアナ
砂漠に覆われた島にある、ベリーダンスで有名な王国。
グビアナ地下水道
グビアナ城の地下に広がる水路。かつてはここがグビアナの水路だったか、新しい水路が作られたため利用されていない。配信クエストでは新たな階段が現れ、さらなる奥地へ行ける。
雨の島
グビアナのある島の南東にある、一年中雨が降っている島。中央には不思議な青い木がある。
配信クエストにてこの木は過去にサンドネラによって焼き払われた大木の幽霊であることが判明し、彼女の墓もここで発見される。
オンゴリの崖
カルバドの西にある、大量の墓標が立ち並ぶ崖。本編中には特にイベントは無いが、配信クエストでは重要な地であることが判明する。オンゴリの崖はかつて流刑地であり、大量の墓標は罪人たちが作り上げた墓である。その罪人にはガナン帝国の人間も多く含まれている。
カルバドの集落
大草原の中央にあり、遊牧民族が狩りをしながら暮らしている小さな集落。遊牧民たちは族長一家を除き、東北弁のような口調で喋る。
カズチャ村
カルバドの集落の東にあった村。魔物の襲撃によって滅び、封印されている。
エルシオン学院
カルバドの集落と同じ大陸の北東にある、雪原の名門校。なお、立地の悪い雪原地帯にあるのは、初代学院長が「子供たちが寒さにも負けない心と身体を持てるように」と願ってのことである。
エルシオン地下校舎
エルシオン学院に隠されている地下校舎。
ナザム村
東ナザム地方にある村。過去にあったある事件のため、住人はよそ者に対して冷たい。
魔獣の洞窟
西ナザム地方にある洞窟。竜の門を越えるためのアイテム(=光の矢)が眠っている。
竜の門
ナザム地方とドミール地方を分かつ底無しの谷。これによって二つの地方は行き来できない。
ドミールの里
竜戦士の伝説が今なお伝えられる火山の中腹にある村。かつての帝国との戦いから300年経った時点でもなお、神と共に空の英雄を崇めている者たちが住む。
ドミール火山
煮えたぎる溶岩がひしめく火山。山頂には空の英雄グレイナルが住む。
ガナン帝国
カデスの牢獄
ガナン帝国の領内にある留置場。帝国によって連れ去られた人間が強制労働させられている。入り口にあるバリアは、帝国の紋章を持つ者でしか通れない。ここの領内にあるイスはここを統括する将軍(=ゴレオン将軍)の体長よりも小さい。元々はガナサダイ皇帝の妃サンドネラが自身に逆らう者を捕えるために作らせたことが配信クエストで判明する。
ガナン帝国城
ガナン帝国の本拠地。周りが堀と闇のオーラによって囲まれている。城内には大砲が設置されている。あちこちが崩れ、枯れ木が侵入している。玉座の間にいるボス(=ガナサダイ)を討伐した後、城内にいた魔物はいなくなる。
閉ざされた牢獄
ガナン帝国城の地下に広がる留置場。ガナサダイ討伐後に行けるようになる。ある配信クエストではベクセリアの歴史に纏わる書物が隠されていたり、アルマトラに関するイベントが発生する。
神の国
創造神グランゼニスが住まうとされる場所。天使はここに帰るために星のオーラを集めている。
絶望と憎悪の魔宮
本作のラストダンジョン。神の国がエルギオスの力によって禍々しい姿の迷宮に変えられたもの。
アルマの塔
ベクセリアの付近にある塔。本編クリア後でしか入れない。最上階には謎の魔物(=アルマトラ)が眠っている。

## 登場人物

### 主要人物
主人公
声 - 村瀬歩（ライバルズ エース）
本作の主人公。ゲームスタート時に性別と容姿を設定できる。ウォルロ村の守護天使として新たに配属され、村の人々の手助けを行うと天使への感謝として現れる「星のオーラ」を集める仕事に就いている。天使としての位は下級。
正式配属された日の夜に世界樹に星のオーラを捧げたところ、謎の光と共に大規模な地震が起き天使界から落ちてしまう。その際、幽霊を見る、話す以外の能力、背中の翼と頭上の光輪を失い、人間にも姿が見えるようになってしまう。天使界に帰るために天の箱舟のバイトである妖精サンディと共に世界中を旅することになる。
サンディ
声 - 喜多村英梨（ライバルズ）
天の箱舟の運転手を自称するガングロギャル風の妖精。世界樹に女神の果実が実ったその夜、天使界に天の箱舟と共に到着するが、その直後の地震で箱舟ごと地上に落ちてしまい、上司と離ればなれになる。
300年前のガナン帝国皇帝ガナサダイの妃サンドネラの生まれ変わりである可能性を強く匂わせるが、真相は不明。
彼女に関する追加クエストを全てクリアすると、彼女の秘密が聴ける。
「せんれき」画面においては、イベント時やプレイ時間などゲームの進行に合わせたメッセージを喋るほか、システムに関する助言や称号を与えてくれたりする。喋り方も典型的なコギャルのようなものであるが、信頼した相手にはぶっきらぼうな気遣いを見せる。また、Wi-Fiにつなげることでリッカの宿屋に来店する過去の作品のゲストキャラクターの多くに対しては「さん」もしくは「さま」とつけている。
なお追加クエストによって女神セレシアを「お姉ちゃん」と呼んでいることが判明する。
イザヤール
声 - 武内駿輔（ライバルズ）
主人公の師である上級天使。これまで弟子を取っていなかったが、主人公の才能を見込んで指導する。巨大地震の際に、地上に落ちた主人公を探しに行ったきり行方不明になる。
かつて帝国に捕らえられたエルギオスを救うために天使界を裏切ったふりをして、天使界に女神の果実を届けた後、1人でガナサダイに戦いを挑むが、返り討ちに遭う。最期はガナサダイの攻撃から主人公を庇い、ガナサダイにとどめを刺して力尽き、命を落とすこととなった。
かつてはエルギオスの弟子であり、エルギオスを探すことがイザヤールの長年の目標であった。そのため主人公にウォルロ村の守護天使を託した後、自身は守護天使の仕事を引き受けなかった。
特定の配信クエストをクリアするとプレイヤーキャラクターとして仲間にできるようになる。初期職業は戦士レベル60。
リッカ
声 - 潘めぐみ（DQH2、ライバルズ）
ウォルロ村で父親が遺した宿屋を営みながら祖父と暮らしている少女。巨大地震の日に天使界から落ちてきた主人公を見つけて、家の2階の一間を貸し与える。
幼少の頃はセントシュタインに住んでいたが、母親から受け継いだ病弱の身体を治すために、どんな病気も治すことができる名水のあるウォルロ村に移り住んだ。
父親のリベルトはかつてセントシュタインで「宿王」と呼ばれた宿屋の経営者で、リッカもルイーダとの出会いをきっかけに、セントシュタインの宿屋の再建を目指すことになる。特定の配信クエストをクリアすると、プレイヤーキャラクターとして仲間にできるようになる。初期職業は魔法使いレベル1。
ルイーダ
声 - 甲斐田裕子（DQH、DQH2、ライバルズ）
セントシュタインの宿屋を切り盛りする訳ありの女性。人の隠れている才能を見抜く能力があると自負しており、宿屋の酒場で冒険者を募っている。リッカの才能を見抜き、セントシュタインの宿の再建を依頼する。
かつては自分も名の知れた冒険者だったが、ある理由から冒険を止めてしまった。特定の配信クエストをクリアすると、冒険を止めた理由がわかり、プレイヤーキャラクターとして仲間にできるようになる。初期職業は盗賊レベル28。
ロクサーヌ
声 - 東山奈央（ライバルズ）
Wi-Fiショッピングの案内役。個人的な話はしない主義。正体は世界宿屋協会から派遣されたエージェントで、後述の宿六会を捕まえるため、2重スパイという形でリッカの宿屋に潜り込んでいる。
特定の配信クエストをクリアするとプレイヤーキャラクターとして仲間にできるようになる。初期職業は僧侶レベル1。
ラヴィエル
声 - 新谷良子（ライバルズ）
外の世界を開く、マルチプレイの案内役。天使である主人公にだけその姿が見える。女性だが、常に男性的な口調で喋る。
特定の配信クエストで判明するが、実はイザヤールの双子の妹である。かつては兄とともにエルギオスへ師事しており、エルギオスの思想に共感して人間を見守るべく、独自に地上へ降りていた。
なお、『X』に登場するレクタリスは彼女から影響を受けたことが判明している。
2010年（平成22年）5月14日『モンスターバトルロードIIレジェンド』ではサンディ同様、非戦闘員ながらスペシャルカードとして登場している。

### その他の人物
レナ
セントシュタインの宿屋のゴールド銀行係。金庫番の才能をルイーダに見出されてスカウトされた。
カマエル
かつて、セントシュタイン宿屋に宿泊した錬金術師が宿代代わりに残したという対話型の錬金釜。主人公のことは男性を「ご主人様」、女性を「おじょう様」と呼ぶ。
長老オムイ
天使界の長老。温厚な性格。本編中では何かと驚く描写が多い。
アギロ
カデスの牢獄に囚われている囚人たちのリーダー格。その正体は天の箱舟の運転士であり、サンディが「テンチョー」と呼んで探していた人物。運転士という肩書きを誇りに思っており、「オッサン」「テンチョー」呼ばわりされると怒る。
容姿、人格、口調は頑固で無骨な中年男性だが、神が天の箱舟を創ったその日から運転士として乗務しており、実際はかなりの高齢である。
ラテーナ
主人公の行く先々に現れる幽霊の少女。正体は300年前のナザム村の村長の娘。エルギオスを捜し求めている。エルギオスを気絶させ図らずしも裏切りに加担してしまった形となり、エルギオスはラテーナに裏切られたと勘違いする。また、帝国によってラテーナ自身も重症を負ってしまった。彼女はどれだけ時間がかかっても、たとえ自分が死んでしまったとしても必ずエルギオスを助けることを胸に誓う。本編開始時点では既に死亡しており、霊体の状態で登場するが、未だエルギオスを助けることは叶っていない状態である。最終局面でラテーナが世界を救うことになる。
キャプテン・メダル
カラコタ橋のテントに住んでいる「さすらいのメダル王」。シンプルなちいさなメダルこそが世界で一番美しいものだと思っており、様々なものと交換してくれる。
ニード
ウォルロ村の村長の息子で、見栄っ張りなドラ息子。表面ではリッカを馬鹿にしているが、実際には恋心を抱いている。
後にリッカに代わってウォルロ村の宿屋を継ぐこととなるが、飽きっぽい性格のためか経営が杜撰で、客から不満を呼ぶ。後にそれを見かねたリッカの祖父にしごかれることになり、丁寧口調になる。
一時的にパーティーに加わるが、それ以外では仲間キャラクターに加えることはできない。
フィオーネ姫
セントシュタインの王女。穏やかな性格で、責任感が強い。その責任感の強さから護衛をつけたとはいえ、廃墟と化したルディアノ城跡地まで赴いており、サンディからは「姫にしておくには惜しい」との指摘を受けている。
追加クエストにて、真っ黒な歴史を持つ自国に幻滅して滅亡させようとするというかなり危険な一面を見せる。
後述のメリア姫と何かしらの関係があり、特定の配信クエストをクリアすると真相が明らかになる。
セントシュタイン王
セントシュタインの現国王で、フィオーネの父親。主人公の言葉を信じなかったり娘の行動を制限したりするが、基本的には国および家族思いな人物。
レオコーン
セントシュタインに現れ、フィオーネ姫を差し出すよう要求する黒い鎧の騎士。
その正体は数百年前に滅んだセントシュタインの隣国ルディアノの騎士で「黒薔薇の騎士」の異名を持つ高名な人物だったが、イシュダルの呪いの空間に数百年間幽閉されていた。後にフィオーネ姫は人違いであったことに気付き、ルディアノ城を探すために動き出す。戦闘では「なぞの黒騎士」と表示され、ゾンビ系に属する。
後の『バトルロードIIレジェンド』では合体モンスターとして登場。
メリア姫
300年前のルディアノの王女で、レオコーンの婚約者だった女性。
本編では名前が語られるだけで、配信クエストにてようやく幽霊となった姿で登場するが、台詞は一言もない。
ソナばあさん
フィオーネ姫の乳母を務めていた人物。年齢を理由に引退している。マルチプレイ限定時にホスト外のキャラクター側から、話しかけると昔はクロエと同じ人を好きになっていたが、勝てなかったため乳母になった経緯が親族から聞ける。
クロエばあさん
ソナばあさんの幼馴染。ソナばあさんの歌の合いの手をする。後述のラボオと関連がある。
ルーフィン
ベクセリアに住む考古学者。非凡な才能を持つが傲慢かつ自信家な性格で、出会った当初は研究のことにしか興味がなかった。このことから町の人たちからは変人扱いされており、義父の町長とも馬が合わなかった。
病魔事件解決後にエリザを亡くし悲しみに暮れるも、町の人たちからの感謝を目の当たりにし徐々に打ち解けるようになる。
エリザ
ルーフィンの妻であり、ベクセリア町長の娘。夫であるルーフィンを「ルーくん」の愛称で呼ぶ。陽気な性格で、言動は子供っぽいが芯はしっかりしており、主人公が来た頃は町唯一のルーフィンの理解者だった。
病気で死亡してしまい、天国へ向かったようだが、エンディング後の世界ではルーフィンを心配するがあまり成仏した身でありながら現世界へ戻ってきてしまっている。
ダーマ神官
転職を司るダーマ神殿の大神官。「人々を導く力」を求めて女神の果実を食べた結果、魔神ジャダーマへと変貌する。
オリガ
ツォの浜に住む少女。父は村一番の漁師だったが両親とも既に亡くなっている。
村人たちの言うままに“ぬしさま”に祈りを捧げ魚をもらっているが、本人は楽をして魚を手に入れようとする人々に対し疑問を抱いている。ぬしさまを倒した後は、亡き父の意志を継いで漁を手伝うことを決意した。
マルチプレイ時において、主人公と会う度に名前を聞き忘れている旨を話す。また、村長の息子・トトという友達がいる。
ラボオ
エラフィタ村出身の老人。ビタリ山で彫刻を彫りながら生活していたが、病で帰らぬ人になる。クロエばあさんとは若い頃に将来を誓い合った恋人だったが、彫刻の夢のために彼女を置いて村を出た過去を持つ。彼自身は過ぎたことと手記を残しているが未練があったのか、最後の作品として過去のエラフィタ村と石像の彫刻をビタリ山の山頂に残した。
マキナ
サンマロウの豪邸に住んでいたお嬢様。父は豪商として有名だったが両親とも既に亡くなっている。病気で命が風前の灯火となっていたところに召使いから女神の果実を与えられたものの食べようとはしなかった。その力によって動けるようになった人形のマウリヤに対し、自分に成り済まして生活するよう言い残し、息を引き取る。彼女の亡骸はマウリヤの手によって密かに庭に埋葬された。
マウリヤ
マキナがからくり職人の老人から作ってもらった人形。上述の通りマキナの身代わりとして生きることになるが、元が人形であるため常識に欠け、度々常軌を逸した行動を起こしていた。また怪力を持ち、体が非常に丈夫である。
ユリシス女王
グビアナの女王。ペットのアノンを目に入れても痛くないほど可愛がっている。とても高飛車かつ自己中心的な性格で、地下用水路を自身の水浴びのみに使い、王国を水源枯渇の危機にさらしていた。先代王にして父ガレイウスが政治にしか目を向けなかったため愛情に恵まれず、上記のような性格になった。
後にアノンの暴走とジーラの叱咤に自らの卑小さを反省し、人格者へと成長する。
ジーラ
ユリシスの召使いの1人。ドジな性格で、アノンを逃がしてしまったため首にされた。
しかし、ユリシスの本心を知っており、「その悲しみを私たちにも打ち明けてほしい」と言ったことがユリシスの改心の一因となった。
ラボルチュ
カルバドの集落の族長。うつけである息子のナムジンを不甲斐なく思っていた。しかしシャルマナを倒した後は息子の本心と成長を喜び、自ら族長の座をおりた。
ナムジン
ラボルチュの息子。臆病な性格で住人からはうつけだと評価されている。しかし実態はラボルチュに取り入り集落を支配しようとするシャルマナを警戒し、うつけのふりをして事態打開の機会をうかがっており、実際は真面目で勇敢な青年である。事件解決後にマルチプレイ時から、族長よりも海の向こうに行きたいと話している。
パル
ラボルチュの妻であり、ナムジンの母。ナムジンを産んですぐに亡くなった。
ポギー
かつてナムジンとパルに助けられた魔物・マンドリル。ナムジンに懐き、行動をともにする。
モザイオ
エルシオン学院の生徒の一人で、不良グループのリーダー格。口は良くないが仲間のために尽くせる性格で、友人からの信頼は厚い。後に生徒会長になった。
ティル
ナザム村に住む少年。もとはサンマロウに住んでいたが、両親の死後はおじであるナザムの村長に引き取られた。よそ者を嫌う村の風潮に反発している。
グレイナル
ドミール火山の頂上から世界を見つめる「空の英雄」と言われている白い巨竜。かつては「光のグレイナル」と呼ばれていた強大な力を持つ古の竜族の生き残りだが、年齢は1000歳を超え、飛ぶのもままならない。酒好きで、ドミール名物の「竜の火酒」が好物。
復活した闇竜バルボロスを倒すための協力を求めて会いに来た主人公を、帝国の刺客と勘違いして戦いになるも敗れる。そのことを根に持ってしばらく主人公を嫌っていたが、主人公が本物の帝国の手先からドミール村を守ったことでようやく認めるようになり、バルボロスが村を急襲した際には主人公を背に乗せ共に戦った。かつての戦いではバルボロスに勝利したが、より強大な力を得て復活したバルボロスには敵わず圧倒され、敗北を悟る。最後は、バルボロスがドミールの里を滅ぼそうとするのを見て「短い間だったが、世話になったな」「生きよ、ウォルロ村の守護天使よ」と主人公を振り落として逃がし、バルボロスの攻撃からドミールの里を身を挺して守った。その後、主人公がドミールに戻っても姿はなく、シナリオ上は登場しないが、エンディングでは生存していてドミール火山に帰ってきたことを示唆する描写がある。
宝の地図のボスとして若返った姿で登場する。
『X』では、「グレイナル叙事詩」として魂だけの状態で登場する。
ミロ
配信クエストで登場する女戦士の幽霊。かつてルイーダと共に冒険していたが、カルバドの集落を襲撃した魔物との戦いで命を落とした。
ドン・ヤドロク
配信クエストで登場する、悪徳産業スパイ組織・宿六会のボス。
クロース
配信クエストで登場する、サンタクロースのような格好をした人物。アイスバリー海岸の小島に住む。

### 天使界・神の国
創造神グランゼニス
世界を創造した神。大昔に人間を作り出したことを悔やみ、滅ぼそうとした。しかしそれを止めようと起こした娘の行いを哀れに思い、滅ぼすのを休止して娘の眷族となる天使を創造し、人間を見守っていた。
女神セレシア
声 - 豊崎愛生（ライバルズ エース）
グランゼニスの娘。人間を滅ぼそうとした父と対立し、人間の善意が蓄積されない限りは元に戻れぬ世界樹に姿を変えることを決意した。その後、人間たちの星のオーラを集めたことによって作られた女神の果実の力により、元の姿に戻った。彼女にとっては人間や天使たちなどは弟や妹のような存在らしく、常に平等な物の言い様をする。
特定の配信クエストで、実はサンディの姉ということが判明する。
ラフェット
イザヤールと喧嘩するほどに仲のいい関係にある、眼鏡をかけた女性の上級天使。地上に降りることのない記録係。数いる天使たちの中では、最もイザヤールや主人公のことを心配していた。
エルギオス
ナザム村の守護天使で、イザヤールの師匠でもあった上級天使。300年前に人間界に降りた後、消息を断つ。このことは「エルギオスの悲劇」として天使界で語り継がれているが、話題にすることはタブーとなっている。

### 敵キャラクター

#### ガナン帝国
300年前、世界を支配しようといくつもの地を滅ぼしてきた悪の帝国。「魔帝国ガナン」の異名を持つ。ドラゴンクエストシリーズでは初めての帝政国家。
暗黒皇帝ガナサダイ
ガナン帝国の支配者。かつて小国であったガナンを一代で大帝国に作り変えた。300年前、世界征服に乗り出すが、グレイナルによって帝国もろとも倒された。世界の全てを支配するために3将軍に命じ、女神の果実を集めていた。
ゴレオン将軍
帝国3将の1人で怪力を誇るイノシシの魔物。巨大な鎖鉄球を得物として打撃中心で戦う。人間界に降りた天使たちを捕らえ、カデスの牢獄に閉じ込め、力を奪っていた。300年前、グレイナルに焼かれて死亡していたが、本人はそのことを忘れていた。絶望と憎悪の魔宮ではエルギオスの手下として再戦する。
ゲルニック将軍
帝国3将の1人でフクロウの魔物。打撃は一切使わず、呪文のみで戦う。敵味方問わず、常に敬語で冷静だが、失態を犯した部下を容赦なく始末する残忍さを持つ。帝国3将の一人であるギュメイ将軍の力を認めながらも快く思っていない節が見られる。部下を始末する際にドルクマを使うが、戦闘時には使わない。300年前、滅び行く帝国と運命を共にした。絶望と憎悪の魔宮ではエルギオスの力によって再び蘇った後、彼に従いながらもいずれ取って代わるという野心を抱いている。
ギュメイ将軍
帝国3将の1人でヒョウの魔物。忠誠心に溢れており、敵との戦いに喜びを感じる気高き剣士。命懸けで皇帝に仕え、その忠誠心は非常に篤い。300年前では主君を守り抜いて討ち死にした。エルギオスによって再び蘇らされた後も「二君に仕えるつもりはない」と述べている。良きライバルを求めており、主人公に敗れた後も負け惜しみなどは一切言わず「お前のような強者と闘えたことが幸せだった」と言い放ち、皇帝に対する謝罪を述べているなど武人のような性格をしている。日本刀型の長剣を武器として、剣を使った様々な攻撃が使える。
エンディング後の配信クエストで幽霊の姿で登場する。その際にはガナサダイが父である国王を弑逆することには反対していた。
闇竜バルボロス
帝国に味方した闇竜。かつては「光のグレイナル」と対をなす、「闇のバルボロス」と呼ばれる存在だった。300年前のグレイナルとの戦いで滅びたが、エルギオスの力によって蘇った。
「バトルロード」シリーズではエルギオスの前座の魔王として登場する。
サンドネラ
配信クエストで登場。ガナサダイの妃で、かつてカデスの牢獄を作ったとされる人物。カラコタ橋周辺の生まれ。ガナサダイからはサンディと呼ばれていた。

#### ストーリー上のボスキャラクター
ブルドーガ
キサゴナ遺跡に棲み付いていた水牛のような姿をした獣。岩や砂を食らい、湿気のある場所を好む。
妖女イシュダル
ルディアノを滅ぼすために現れた女悪魔。自分を討伐に来たレオコーンに一目惚れし、呪いの空間に幽閉する。
病魔パンデルム
100年前、ベクセリアの町に呪いの病気を流行らせた魔物。封印の壷に封印されていたが、物語序盤の巨大地震で壷が割れたことにより復活し、再び呪いの病気を流行らせる。元々は名を奪われし王を封印するために生み出された。
ぬしさま
オリガの願いを聞き、ツォの浜に魚を届ける海の魔物。その正体は女神の果実によって変身したオリガの父の魂。エンディング後のイベントでは「本物のぬしさま」が登場。こちらはかつてアユルダーマ島の周りに暮らしていた同種の魚たちの最後の生き残り。
石の番人
石の町の番人としてラボオに作られた石像。女神の果実を食べたラボオの想いによって命を宿したが、足を踏み入れた者を無差別に襲うようになってしまった。
妖毒虫ズオー
サンマロウの北の洞窟に潜む大蜘蛛。元々は普通の蜘蛛だったが、毒と妖気を吸い化け物に変貌した。
アノン
ユリシスのペットの金色のトカゲ。首にリボンを付けているが、オスである。女神の果実を食べ、魔物と化す。また、魔物になると同時に喋れるようにもなっており、喋り方は関西弁。
呪幻師シャルマナ
カルバドの集落一帯を支配しようとした魔物。美人に化けて族長へ近づく。一人称は「わらわ」。正体はテンツク。
魔教師エルシオン
不真面目な学生に憤りを感じていた初代学院長の魂が、自身の墓前に供えられた女神の果実の力で教鞭への熱意が暴走し変貌した魔物。不良たちの身体に憑依して攫い、地下旧校舎で不良生徒たちを身動きを取れなくした上でスパルタ教育をしていた。事件後は正気を取り戻し、学業の重要さを説き天に昇ったと思われたが、エンディング後も生徒たちを見守り続けている。
大怪像ガドンゴ
「光の矢」を守護する番人。普段は石像だが、矢を取りに来る者が訪れると、それだけの強さと資格があるか調べるため魔獣となって襲ってくる。
堕天使エルギオス
声 - 三木眞一郎（ライバルズ）
本作の最終ボス。正体は人間界へ赴いたまま行方不明になった天使エルギオス本人。ガナン帝国復活や冒険序盤の巨大地震を引き起こした真の黒幕でもある。
300年前に傷ついてナザム村に落ちたところを村長の娘ラテーナに介抱され、その後は村で保護されながら傷を癒していた。ラテーナとは相思相愛となり、彼女に星空の首飾りをプレゼントしている。しかし、天使の力を求めていたガナン帝国に見つかり、村の安全を考えた村長は彼を裏切って帝国に売り渡してしまう。その後は帝国城の地下深くの牢獄に繋がれ、帝国兵やバルボロスの強化を行うための実験体として天使の力を抽出され続けていた。本来は慈愛に満ちた天使だったが、深く愛し信じていた人間たちに裏切られ残酷な仕打ちを受けたことで、人間に絶望して憎悪を抱くようになる。帝国滅亡後も幽閉され続ける内、人間のみならずそれを生かす神や天使までもが憎悪の対象になり、闇に堕ち堕天使となってしまった。闇に堕ちたものの最上級天使の階級はそのまま維持されているため、生存している全ての天使は天使界の掟により彼に手出しをすることができない。
憎き人間を根絶やしにすべくグランゼニスを下して神になり代わり、世界を滅亡させようと企む。最初はガナン帝国の皇帝や将軍たちを怪物として復活させ、彼らに世界を支配させようとしたが、主人公らに阻止され失敗する。だが、牢獄に幽閉されていたところを主人公に発見され、彼が黒幕であることを知らない主人公に解放されると、主人公を倒して神の国を一瞬で邪悪な城「絶望と憎悪の魔宮」に変え、そこから世界を滅ぼそうとした。しかし、彼を阻止するために天使の力を捨てた主人公と、魔宮の最上階で対峙し再戦。第一形態は天使の姿を残しているが、敗れると巨大な悪魔のような姿の第二形態となり、最終決戦となる。主人公に敗れてもなお諦めず、最後の力で人間界を滅ぼそうとするが、遂に彼のもとに辿り着いたラテーナの魂と再会。彼女が自分を裏切っていなかったことを知り、鎮静化する。最後は元の天使の姿と心を取り戻し、自分を止めてくれた主人公と、主人公を育てたイザヤールへ謝罪と感謝を告げると、ラテーナの魂とともに天に昇って輝く星となった。
サンディからは「エルキモす」と呼ばれている。

#### 配信クエストのボス
これらのボスと戦闘する場合はストーリークエストを満たす必要がある。
いにしえの魔神
セントシュタイン城地下の棺に封印されていた名も無き魔神。300年前にガナン帝国と戦闘中に当時のセントシュタイン王家が極秘に召喚、同盟国だったルディアノの民を生贄に国を守るよう契約を行い、それがルディアノ滅亡の真相であった。その力を恐れた当時のセントシュタイン王によって封印されるが、物語序盤の大地震によって地下の壁に穴が空き、ルディアノを復活させようとするフィオーネ姫によって復活する。
ギャングアニマル
ドン・ヤドロクのペットにして最強の切り札。ヤドロクの言う事しか聞かない凶暴な獣。見た目はヘルジャッカルと瓜二つで、幼体時に子犬と間違えて育てた。
名をうばわれし王
ベクセリア西の封印のほこらに幽閉されていた謎の王の霊。その正体はかつてのガナン国王にしてガナサダイの父であるガンベクセンの魂である。
かつてはベクセリア地方を統治し、名君として国民に慕われる聡明な王であったが、世界征服を果たすべくガナンの頂点に立つ野望を抱いた息子ガナサダイによって殺害され、封印のほこらに葬られた。その後国王の印章を奪われ、記憶すらも失っていた。
フォロボシータ
魔空界と呼ばれる別の世界から現れた破壊の女神。魔空5兄弟の長女であり、後述の破壊神フォロボスの姉に当たる。指一つで大陸を消滅させるほどの力を持つ。
アルマトラ
アルマの塔で眠る「竜もどき」と呼ばれる合成獣。元々は創造神グランゼニスが人間滅亡を遂行するべく生み出したのだが、300年前にラテーナと出会って任務を放棄し彼女の協力者となった。ガナン帝国滅亡の真相に秘密にかかわっている。

#### 宝の地図のボス
黒竜丸
「黒い流れ星」と呼ばれている魔物。片時も休むことなく空を走り、見つけた者の命を奪う死の黒馬。天空の宮殿は自らのもので、人間は失敗作だと語る。
ハヌマーン
あらゆる生き物の長所を併せ持つ魔物。その姿から神とも呼ばれている。長い年月の中で本来の姿を忘れた。
スライムジェネラル
無敗の記録を持つスライムの将軍。ナンバリングタイトルでは初となるスライム系のボスモンスター。いなくなった9人の仲間を探しているらしい。呪力のモトを隠し持つ。
Sキラーマシン
生き物の血をエネルギーとし、周りの生命反応が完全に消えるまで止まらない殺人マシン。世界が生み出される前から存在している。「S」はスーパー(SUPER)の頭文字で、スーパーキラーマシンが正式名称である。また、『ドラゴンクエストモンスターズ ジョーカー2』にも登場している。
イデアラゴン
その名を聞いただけでいかなる者もすくみあがる謎の魔物。闇夜に紛れて獲物の命を奪う。外見に反してドラゴン系。
ブラッドナイト
血のように赤い鎧を纏い、馬に乗っている骸骨の騎士。骸骨ではなく血が本体。
アトラス
巨大な体に棍棒を携えた単眼の魔物。巨人のクスリで体力を回復する。
怪力軍曹イボイノス
ゴレオン将軍の色違い。鎧に身を包んだ頑丈な魔物。酔っぱらい口調。
邪眼皇帝アウルート
ゲルニック将軍の色違い。自らの正体を、10の魔物に分割された創造神グランゼニスの分身と語る。優しげなふりをして本性は残虐。人間の魂を喰らう。
魔剣神レパルド
ギュメイ将軍の色違い。神の力を宿す剣を自在に操る戦士。
破壊神フォロボス
かつて世界の全てを無に帰そうとした恐るべき魔神。ガナン帝国城の本棚に眠る古の大賢者によって本の中に封印されたが、逃走。同じく大賢者に封印された魔物たちも解き放つ。魔空5兄弟最強の実力を持つ。
グレイナル
物語でのグレイナルと同一の存在だが、こちらは300年前のグレイナルである。そのため空を飛んでいる。歴代ボスの地図のひとつである「竜王の地図」を持っている。

### Wi-Fiゲストキャラクター
ニンテンドーWi-Fiコネクションにより、歴代ドラゴンクエストの登場人物とがリッカの宿屋のスペシャルゲストとして登場する。話しかけると、誕生日、職業などの条件により、彼らの容姿を模した装備品やアイテムが3 - 5回もらえる。特定の職業で装備品がもらえる場合は名前の右の（）内に記述する。
以下、配信された順にキャラクターを紹介する。
アリーナ（武闘家）
『IV』の登場人物。2009年（平成21年）7月31日より配信。
ククール（僧侶）
『VIII』の登場人物。2009年（平成21年）8月21日より配信。
バーバラ（魔法使い）
『VI』の登場人物。2009年（平成21年）9月11日より配信。
セティア（僧侶）
『ソード』の登場人物。原作では主人公を6つの候補の中からあだ名で呼ぶキャラであり、今作の主人公のこともその候補の一つである「チャッピー」と呼ぶ。第1回Wi-Fiクエスト目標達成により、2009年（平成21年）9月18日より配信。
ハッサン（バトルマスター）
『VI』の登場人物。『VI』での肩書きは「旅の武闘家」だったが、今作での職業はバトルマスターになっている。彼からもらえる装備品には、異性の装備品を装備できるアイテム「旅芸人の証」の効力をもってしても女性には装備不可のものがある。2009年（平成21年）の東京ゲームショウと同年10月30日、11月1日、11月7日、11月8日に行われた「『ドラゴンクエスト モンスターバトルロードII』第2回代表勇者決定戦」の各会場で先行配信された。2010年（平成22年）7月2日より一般配信。
クリフト（僧侶）
『IV』の登場人物。2009年（平成21年）10月2日より配信。『IV』のAI時に率先して行うことをサンディにネタにされている。
フローラ（スーパースター）
『V』の登場人物。2009年（平成21年）10月23日より配信。『ドラゴンクエスト&ファイナルファンタジー in いただきストリートSpecial』の設定に近い性格になっている。
クッキー（魔法戦士）
『II』の登場人物。2009年（平成21年）11月13日より配信。「クッキー」は原作で設定された8種類の候補のひとつ。
ゼシカ
『VIII』の登場人物。彼女からもらえる装備品には、異性の装備品を装備できるアイテム「旅芸人の証」の効力をもってしても男性には装備不可のものがある。モバイル公式サイト「星空の仲間たち」で行われたWi-Fiクエスト達成により、2009年（平成21年）11月20日より配信。
プリン
『II』の登場人物。「プリン」は原作で設定された8種類の候補のひとつ。第3回Wi-Fiクエスト目標達成により、2009年（平成21年）11月27日より配信。
デボラ
DS版『V』の登場人物。2009年（平成21年）12月4日より配信。
モリー（バトルマスター）
『VIII』の登場人物。2009年（平成21年）12月19日 - 20日の「ジャンプフェスタ2010」で先行配信された。Wii版『ドラゴンクエスト モンスターバトルロードビクトリー』発売記念により2010年（平成22年）7月15日より一般配信。
トロデ
『VIII』の登場人物。2009年（平成21年）12月25日より配信。
マリベル
『VII』の登場人物。2010年（平成22年）1月15日より配信。
ミレーユ（賢者）
『VI』の登場人物。DS版『VI』の発売記念に2010年（平成22年）1月28日より配信。
トルネコ（レンジャー）
『IV』の登場人物。2010年（平成22年）2月5日より配信。
ビアンカ（魔法使い）
『V』の登場人物。2010年（平成22年）2月26日より配信。
キーファ（魔法戦士）
『VII』の登場人物。2010年（平成22年）3月19日より配信。
ミネア（パラディン）
『IV』の登場人物。2010年（平成22年）4月9日より配信。
ブライ
『IV』の登場人物。2010年（平成22年）4月30日より配信。
マーニャ（旅芸人）
『IV』の登場人物。彼女からもらえる装備品には、異性の装備品を装備できるアイテム「旅芸人の証」の効力をもってしても男性には装備不可のものがある。2010年（平成22年）5月21日より配信。
ヤンガス（盗賊）
『VIII』の登場人物。2010年（平成22年）6月11日より配信。
ライアン（戦士）
『IV』の登場人物。2010年（平成22年）7月16日より前日に一般配信となったモリー込みで後述の第7回目のWi-Fiクエストで達成した「おうさまのひげ」を持参で配信。

## 開発

### 前史
本作発表以前のドラゴンクエストシリーズにおける他プレイヤーとの通信要素は、1998年（平成10年）の外伝作品『ドラゴンクエストモンスターズ テリーのワンダーランド』で初めて搭載され、その後のドラゴンクエストモンスターズシリーズの続編にも引き継がれている。一方、ナンバリングタイトルでは、リメイク作品であるゲームボーイ版『III』に搭載され、また通信要素ではないが『VII』の移民の町システムでは、他人のメモリーカードとのキャラクターの交換機能があった。しかしこれらは、ゲーム本編の進行に関係の無いおまけ要素としての採用であった。
また、スクウェア・エニックスの和田洋一社長は、前作『VIII』発売以前の2004年（平成16年）3月時点で、MMOなどを含めたドラゴンクエストのオンラインゲーム化構想について、「視野に入れて多角的に考えたい」と語っていた。

### 開発発表会前後
2006年（平成18年）12月12日に本作の製作発表会を行い、発売プラットフォームがDSのオンラインアクションRPGとなることを発表。SMAPの草彅剛らによるプレイアブル版のデモンストレーションが公開された。このとき既に本作のサブタイトルを含めた正式タイトルとタイトルロゴも決定していた。
開発に当たって堀井雄二は、DSで発売された『ドラゴンクエストモンスターズ ジョーカー』での手応えから、ドラゴンクエストシリーズで初となるネットワークプレイの面白さをプレイヤーに味わってもらいたいという理由により、本作の対応機種として「手軽さ」、「難しい接続設定のないネットワーク性能」で優れるDSを選んだと語った。この時点ではオンラインを中心としたアクションRPGと表現し、フィールドと戦闘がシームレスに繋がる様子や、アクションによる4人同時の戦闘、武器や魔法の射程距離や発動時間の概念などをデモンストレーションで示し、「そろそろ次世代のドラクエを」、「オンライン専用にしようかとも考えた」、「1人でも楽しめ、物語性のあるゲームにしたい」として、新たな可能性を提示する本編作品と位置づけていた。このシステム下において既に完成度は高いと見受けられ、開発側も2007年（平成19年）度の発売を公約していた。このとき、キャッチコピーは「そして、ボクたちは天使と呼ばれていた」が使われていた。

### 開発発表会以後
2007年（平成19年）5月には、戦闘形式が従来のドラゴンクエストシリーズと同じコマンド入力式になるとの発表が各誌面で行われた。同年8月には、スクウェア・エニックス側がさらなるクオリティアップのための期間が必要と判断し、2008年（平成20年）度内の発売予定に延期となった。
2008年（平成20年）10月9日から12日に開催された「東京ゲームショウ2008」のドラゴンクエストスペシャルステージ上にて、プロモーションビデオによる映像出展が行われ、数日後にはTGS2008で使用されたPVを公開するティザーサイトが開設され、順次メディアによる情報公開が本格化した。同年12月10日のプレス向けの発表会において、2009年（平成21年）3月28日発売予定であることが発表された。同年12月20日、21日に行われた「ジャンプフェスタ2009」では、新たなPVの公開と共に、「シングル」「マルチ」の2種類の試遊台によるプレイアブル出展が行われた。キャッチコピーには「みんな集まれ、この場所に。」が使用された。
2009年（平成21年）2月12日には、重大な不具合発覚により、同年3月28日とされていた発売予定日が同年7月11日に急遽延期された。延期発表と同日に行われた2008年（平成20年）12月期決算の会見で、和田社長はデバッグが間に合わなかったことを率直に認め、あまりに大量の深刻なバグが発生している状況であり、とても製品版として出すことができる状態ではなく、「傲慢があった」と反省の弁を口にした。特に、ドラクエでは未知の分野である通信周りのバグに苦しめられていることを明らかにした。ただし、一部報道では、延期の理由を不具合ではなく「更なる通信機能の充実のため」と掲載した。なお同じ会見で和田はこの延期により2008年（平成20年）度の計画が未達になったことから、松田洋祐財務部長、本多圭司副社長、そして和田自身の3人の役員報酬の15%減額の方針を示した。

### 音楽
すぎやまこういちが担当した本作の楽曲制作は『VIII』の発売直後から始まっており、全て完成するまでに4年あまりの歳月を費やしている。基本的にゲーム中はDSの内蔵音源による音楽であるが、「序曲IX」のみ東京都交響楽団の演奏をストリーミング方式で再生する形をとっている。なお、すぎやまは本作での序曲の導入部分を『IV』から『VIII』までで採用されていたものから変更し、新たなる序曲の導入部分を作った。すぎやまこういちによると、そのひな形はドラムロールとブラスのアンサンブルによるシンプルなものであり、2007年（平成19年）8月9日に池袋で行われたファミリークラシックコンサートで公演されているが、実際に使用されるものはこれとは異なり、壮大な物語の始まりを連想させるような曲となっている。
音楽CDは『ドラゴンクエストIX 星空の守り人 シンセサイザー版＆オリジナルサウンドトラック版』として2009年（平成21年）8月5日に発売された。このCDにはすぎやま自らの手によるシンセサイザー音源も収録されている。サントラのあとがきによると、Overtureという楽譜ソフトを使用しているとのこと。ゲーム発売直後のファミリークラシックコンサートでは「交響組曲『ドラゴンクエストIX 星空の守り人』」が演奏されており、この音源が収録された音楽CD『交響組曲 ドラゴンクエストIX 星空の守り人』が2010年（平成22年）2月10日に発売された。なお、サウンドトラックには宝の地図関連のBGMは全て未収録となっている。
今回、錬金釜使用中と教会のBGMは、それぞれ『VIII』の「錬金がま」、「賛美歌に癒されて」、船に乗っている時のBGMは『IV』の「海図を広げて」、宝の地図のダンジョンでは『III』の「ダンジョン」を流用している。

### レベルファイブの関わり
主人公や仲間キャラクターの名前を決める際、「おまかせ」の項目の中に「レイトン」が含まれていたり、しぐさに「ナゾ解明」が出てきたりする。また、メッセージウィンドー内の漢字表記はナンバリングシリーズで唯一ルビ付き固定となっている。

### スタッフ
- シナリオ＆ゲームデザイン: 堀井雄二
- 音楽: すぎやまこういち
- キャラクターデザイン: 鳥山明
- サブキャラクターデザイン：中津英一郎
- モンスターデザイン：松本敏章
- プロデューサー: 市村龍太郎（スクウェア・エニックス）
- ディレクター: 日野晃博（レベルファイブ）、藤澤仁（スクウェア・エニックス）
- 開発ディレクター: 本村健（レベルファイブ）
- テクニカルディレクター: 赤坂泰洋（レベルファイブ）
- プログラムディレクター: 小林敬幸（レベルファイブ）
- 音楽制作: トーセ
- アニメーションムービー制作: 神風動画

## 広告

### CM
2006年（平成18年）12月12日の発表当日からテレビCMが放映され、任天堂のDS関連のCM同様、中江真司がナレーションを担当した。2009年（平成21年）6月16日に完成披露発表会を開催、テレビCMには『VII』、『VIII』に引き続きSMAPが出演した。また、同年9月6日からは野間口徹などが出演する家族向けや、杉本有美などが出演する学生向けのCMも放送された。

### コラボレーション
フジテレビ
フジテレビが2009年（平成21年）夏に開催したイベント『お台場合衆国』で本作とのコラボレーション企画が実施された。前身企画である『お台場冒険王』時代から同イベントでは2007年（平成19年）より『ドラゴンクエスト』関連ブースを設けていたが、2009年（平成21年）では開催時期とゲームの発売、稼動時期が重なった本作と『モンスターズバトルロードII』に重点を置いた企画となった。
同局のバラエティ番組『ネプリーグ』と『モンスターズバトルロードII』のコラボレーション企画「ネプリーグ×ドラゴンクエスト 超常識クイズコロシアム」のブースでは、同番組の出演者であるネプチューンが、『モンスターズバトルロードII』のプレイやグッズ販売のブース「ドラゴンクエスト お台場EXPO 2009」ではオードリーやケンドーコバヤシなどといった芸能人が外見をエディットしたキャラクターが期間限定で「すれちがい通信」で配信されていた。
『ドラゴンクエストモンスターバトルロードII』
上記の地図の他に、2009年（平成21年）7月18日 - 19日「夏祭り」。同年10月30日、11月1日、11月7日、11月8日に行われた第2回代表勇者決定戦の各会場で公式サポーターの「勇者カイト」が配信された
マクドナルド
日本マクドナルドは、「マックでDS」第2弾企画として本作とのコラボレーションを実現した。マクドナルドの店舗内でDS用のオリジナルゲームソフト『マクドナルドのたびびとたち』を無料配信していた。配信期間は2009年（平成21年）7月31日より9月3日までだったが、8月31日の時点で100万名以上のユーザーがプレイしていたことから、期限を10月1日まで1ヶ月延長した。店舗内にDS本体を持ち込んでダウンロードを選ぶだけで配信され、DSソフトなどは不要。1日1回のみプレイでき、5回ゲームをプレイするごとにハンバーガーの無料引換券がプレゼントされた。ほかに、店舗内でWi-Fiに繋ぐことが可能となっており、Wi-Fiショッピングや配信クエストのダウンロードなどをすることができる。
また、Wi-Fiショッピングにおいては、ドナルド・マクドナルドの髪型を模した「赤いアフロ」など、マクドナルドとのコラボレーションアイテムがランダムで発売されている。同年9月からは、新たに9種類のウエディングアイテムを追加配信となった。
ファミ通、よしもとオンライン
第2回、第3回、第4回Wi-Fiクエストを「週刊ファミ通ドラクエ部」と麒麟のゲースイで共催。
週刊少年ジャンプ
第5回Wi-Fiクエストを共催。
カラオケ パセラ
期間限定のオフィシャル・バー「LUIDA'S BAR」が2010年（平成22年）1月28日にオープン。

## 反響

### 発売前の評価
それまでのシリーズ作とは内容の方針が大きく変更されたため、ファン内では発表当初から評価が分かれた。2006年（平成18年）12月に本作の製作が発表された直後に「ファミ通.com」で実施されたインターネットアンケートの結果では、DSで発売される本作を歓迎するかどうかとの問いは「歓迎できない 46.0%、歓迎する 40.3%、まだわからない 8.5%、どちらでもない 5.2%」という結果になった。「歓迎できない」とした回答者は「ドラクエは今まで通り据え置きでプレイしたい」という声、「歓迎する」回答者からは「いつでもどこでもできる」という声があがった。発表後の「アクション性の強いバトルを歓迎しますか?」という問いには、「歓迎したい 19.4%、歓迎できない 53.9%、どちらでもない 6.8%、まだわからない 19.9%」となり、がっくりしたと落胆した内容が目立った。また、同誌の読者アンケートによる期待の新作ランキングでは『ファイナルファンタジーXIII』と1位を争い、本作への期待の高さがうかがえた。
日本ゲーム大賞においては、ファンからの支持により、2007年（平成19年）、2008年（平成20年）と2年連続でフューチャー賞を受賞した。

### 発売後の評価

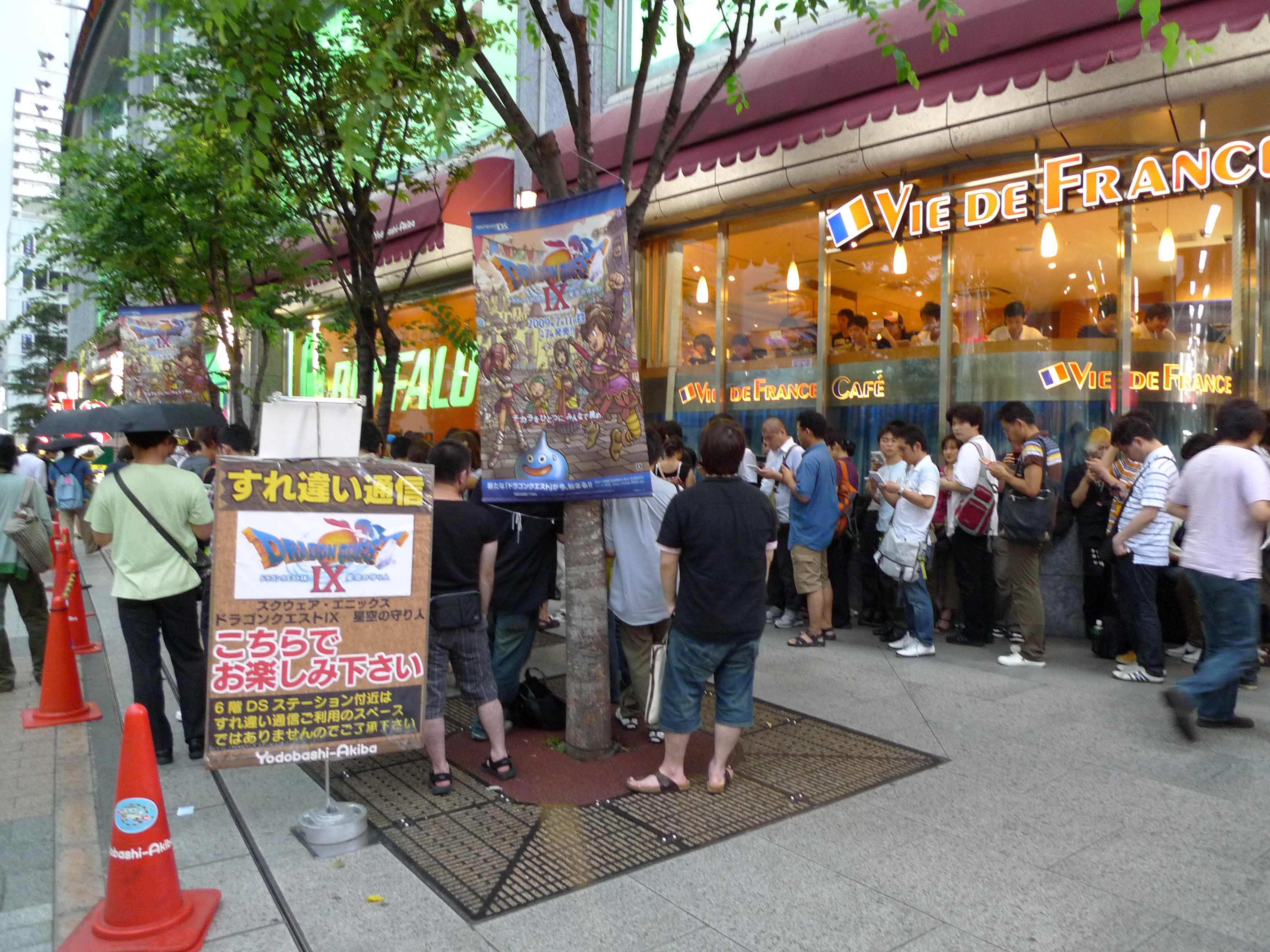
ヨドバシAkibaですれちがい通信を行うプレイヤー（2009年8月9日）

「週刊ファミ通」のクロスレビューにおいて、40点満点を獲得した。後に同誌が行ったユーザーアンケートでも、1300人の投票平均が10点満点中8.75点で、不満点1位がゲームバランスとは直接関係ない「セーブデータの数」だったという、高水準の評価を得ている。
発売直後には、すれちがい通信のために、観光スポットにDSを持って来る人が多いと『めざましどようび』でテレビ報道されたり、2009年（平成21年）8月からはヨドバシAkibaの敷地内にすれちがい通信専用のコミュニティースペース「ルイーダの酒場」が設置されるなど、都市部を中心にすれちがい通信が人気となった。また、地方でもバナナFMのように、スタジオを貸したり、書店のブログなどですれちがい通信場所を提供をする所も出始めている。
追加クエスト配信やすれちがい通信の効果で、発売約1ヶ月後の中古品出回りは過去作の半分以下に抑えられた。
2010年（平成22年）4月の「ファミ通アワード2009」では「ベストヒット大賞」「MVP」「ゲーム・オブ・ザ・イヤー」の3冠を獲得する。そして、「ワイヤレス通信を通じて1億1757万7073人を超えたゲームソフト」としてギネスブックに認定された。2010年（平成22年）9月に行なわれた東京ゲームショウ2010の「日本ゲーム大賞」にて『IX』が「ベストセールス」「優秀賞」を受賞した。
この発売前後の評価変化に関しては、発売前および直後に批判的意見を述べていたのは従来のシリーズらしさを求めたコアユーザー、ヘビーユーザーが中心であり、発売後は上記のすれちがい通信などの新要素がプレイヤー人口の大多数を占めるミドルユーザー、カジュアルユーザーに広く受け入れられたため、高評価になったのだという分析が各アナリスト見解などで出ている。

### 経済への影響
株式市場においてはスクウェア・エニックス社長が2006年（平成18年）12月の段階で「DSでは開発費や開発期間が大幅に縮小される見込み」とコメントしたことにより、過去最高益を出した前作をも上回る利益を期待し、同社の株価は発表後のストップ高となった。また、『VI』以来11年ぶりに任天堂のゲーム機でドラクエのナンバリングタイトルが発表されたことで、任天堂の株価も高騰した。その一方で、2008年（平成20年）4 - 12月期決算の突然の発表延期は本作の発売延期を示唆する要素とあいまって、スクウェア・エニックスの株価をストップ安に陥らせるなど、影響の大きさを物語る株価の動きを見せた。
なお、経済への直接的な影響ではないが、発売当日の7月11日と同月14日の『日本経済新聞』にも本作品関連の記事が記載されるという、同紙においてはかなり異例の事態が起こった。これはDSの新規ユーザー開拓によって本作品は従来のゲームファン以外の関心も多く集めていたことを象徴しており、7月14日分ではかつてシリーズ初期の作品を遊んだ中高年層からの注目が大きかったと記載されていた。

### 出荷本数

#### 2009年
- 7月11日 - 販売は午前7時より行われた。発売日を迎える前から、東京・渋谷の「SHIBUYA TSUTAYA」の大スクリーン街頭ビジョンで"99"のカウントダウンが行われ、カウントダウンが0になると同時にレベルアップのファンファーレが鳴り響き発売が開始された。
- 7月14日 - 出荷本数300万本突破はニンテンドーDS史上最速となった[69]。
- 9月24日 - 出荷本数400万本突破
- 12月21日 - 出荷本数415万本突破　ドラゴンクエストシリーズでは『ドラゴンクエストVII エデンの戦士たち』を抜き過去最多となった[注 110]
- 12月31日：12月末時点の出荷本数415万本で2009年（平成21年）の国内でのゲームソフトの中でもっとも出荷の多いタイトルとなった[71]。

#### 2010年
- 3月4日 - 廉価版であるアルティメットヒッツが発売された。
- 3月31日 - 日本国内の出荷本数426万本突破
- 5月20日 - すれちがい通信で発売から2010年（平成22年）3月4日までに117,577,073人という記録を出し、シリーズ初の「ギネス・ワールド・レコーズ」に認定された[72]。
- 7月11日 - 北米版がアメリカ、カナダで発売。
- 7月23日 - イギリス英語、ドイツ語、フランス語、スペイン語、イタリア語の欧州版が発売
- 8月19日 - 豪州版がオーストラリア、ニュージーランドで発売
- 12月31日 - 海外での出荷本数102万本突破

#### 2011年
- 2月28日 - 日本で出荷数432万本突破

## 『X』との関係
すぎやまこういちは序曲について「『IX』製作の際に堀井から、新しいシリーズをはじめるので違うイントロにして欲しいと言われた」と発言。その後、『X』のバージョン1.3以降で展開されているストーリー「神話篇」では、『X』の世界が『IX』の未来の世界であるとされ、グレイナルが魂の状態で登場している。また、クリスマスのイベントクエストでは「テンチョー」と呼ばれる筋肉質の男が「星天の使い」として天の箱舟に乗って登場している。

## 動画・生配信・画像投稿に関するガイドライン
2021年（令和3年）3月19日に改訂された。
- ニンテンドーDS版 『ドラゴンクエストIX　星空の守り人』動画、生配信、画像投稿に関するガイドライン[74]

## 関連商品

### ガイドブック
- Vジャンプブックスゲームシリーズ ドラゴンクエストIX 星空の守り人 大冒険プレイヤーズガイド（2009年7月11日、集英社、ISBN 978-4087795103）
- SE-MOOK ドラゴンクエストIX 星空の守り人 公式ガイドブック 上巻 世界編（2009年9月11日、スクウェア・エニックス、ISBN 978-4757526471）
- SE-MOOK ドラゴンクエストIX 星空の守り人 公式ガイドブック 下巻 知識編（2009年9月11日、スクウェア・エニックス、ISBN 978-4757526488）
  - 公式ガイドブック上下巻には予約購入特典として「メタルスライムポストカード」「スライムベスポストカード」というスライム型のポストカード2枚が付属していた。しかし、まず9月28日になって、郵便料金を定形外郵便物の120円ではなく、80円と間違えて表記していたことが判明し、訂正を行った[75]。さらにその後、10月6日になり、ポストカードのサイズが郵便物の規定最小サイズよりも小さく、郵便物として使用できないことが判明したため、郵便物として送付しないよう声明を行った[76]。
- Vジャンプブックスゲームシリーズ ドラゴンクエストIX 星空の守り人 PLATINUM BIBLE 大いなる神々の書（2009年12月25日、集英社、ISBN 978-4087795387）
- SE-MOOK ドラゴンクエストIX 星空の守り人 公式ガイドブック 秘伝・最終編（2010年7月9日、スクウェア・エニックス、ISBN 4757529252）

### 漫画
- ドラゴンクエストIX 星空の守り人 4コマ劇場（2009年12月22日、スクウェア・エニックス、ISBN 978-4757527454）

### CD
- ドラゴンクエストIX 星空の守り人 Synthesizer & Original Soundtrack（2009年8月5日、キングレコード、KICA-1460・1） - ゲーム音源集。DISC1はすぎやま制作のシンセサイザー版、DISC2はゲーム音源を収録したオリジナルサウンドトラック版。
- 交響組曲 ドラゴンクエストIX 星空の守り人（2010年2月10日、キングレコード、KICC-6332） - 東京都交響楽団演奏。